# Richard Landry
Richard Landry (Cecilia, 1938) is een Amerikaanse musicus en artiest.

## Biografie
Richard Landry studeerde muziek aan de University of Southwestern Louisiana en ging daarna in 1968 naar New York. Ondertussen begon hij met eigen muziekoptredens en creëerde hij film- en videowerken. Landry nam in 1977 deel aan de Documenta 6.